# Ophidion rochei
Ophidion rochei är en fiskart som beskrevs av Müller, 1845. Ophidion rochei ingår i släktet Ophidion och familjen Ophidiidae. Inga underarter finns listade i Catalogue of Life. Artepitet i det vetenskapliga namnet hedrar forskaren François-Etienne de la Roche från Schweiz.
Denna fisk förekommer i Medelhavet och Svarta havet nära kusterna. Den dyker till ett djup av 150 meter. Vanligen hittas arten vid sandig eller lerig botten. Exemplaren blir upp till 39 cm långa. Äggen har ett skyddande hölje som liknar gelatin.
Ophidion rochei hamnar ibland som bifångst i fiskenät. Det saknas informationer angående populationens storlek och fiskens behov. IUCN kategoriserar arten globalt som otillräckligt studerad.